# 伊朗國家圖書館

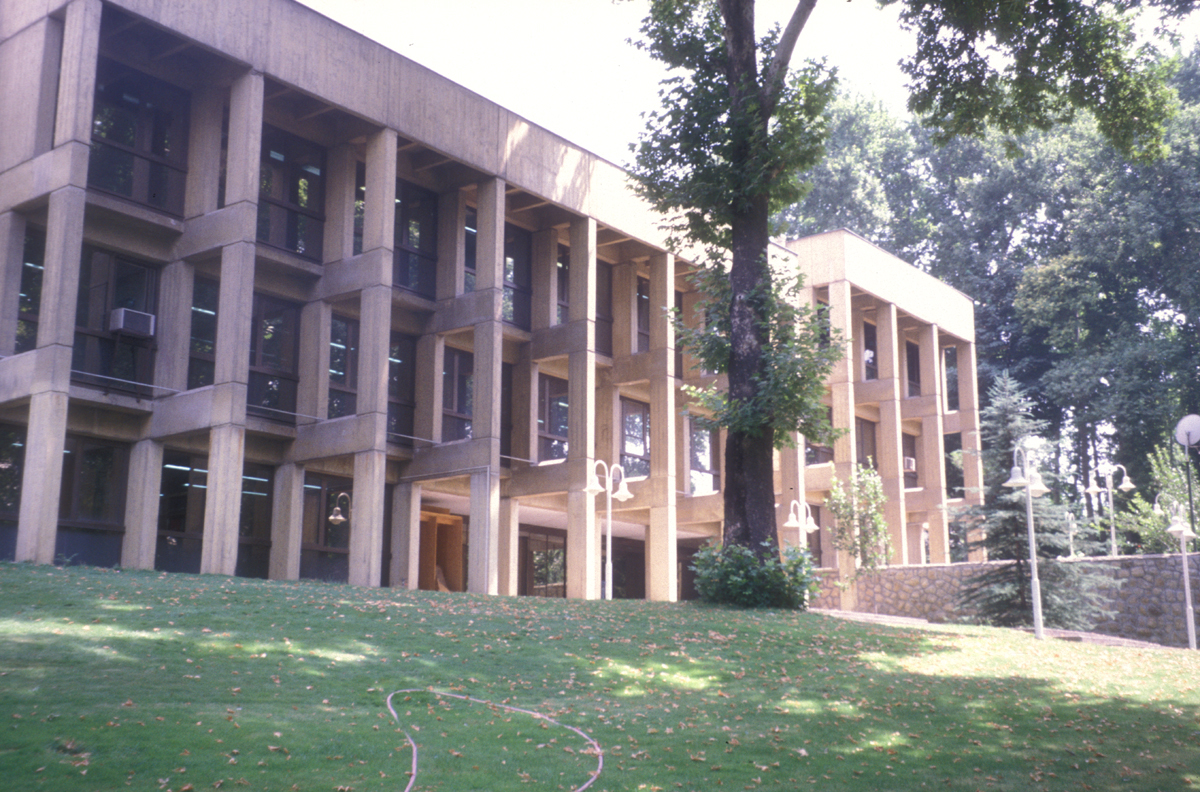
伊朗國家圖書館尼亞瓦蘭分館有著舒適的閱讀環境。

伊朗國家圖書館是伊朗的國家圖書館，總館位於首都德黑蘭，並於伊朗其它城市擁有多座分館。該圖書館創立於1937年，前身為1851年創立的「Dar al-Funun」學院。1899年，第一座以「國家圖書館」為名的圖書館在德黑蘭成立。
目前的伊朗國家圖書館承繼多家舊圖書館的收藏，存有許多稀有珍貴的手抄本。該館主建築位於德黑蘭市中心北側，且仍在建設當中。新大樓結合不同功能；全館佔地約9公頃，是中東地區最大的圖書館之一，共有5棟獨立大樓，分別收藏人文、社會科學、法律、科學與科學教育、健康研究等領域書籍。
伊朗國家圖書館負責編纂《伊朗國家書目》（Iranian National Bibliography），該刊創刊於1962年、1966年，中途曾停刊兩年；自1969年起，每月、季皆固定發行。

## 外部連結
- 伊朗國家圖書館官方網站 （波斯文）

35°45′8.53″N 51°26′3.67″E / 35.7523694°N 51.4343528°E